# UD Salamanca
UD Salamanca byl španělský fotbalový klub ze Salamancy. Založen byl roku 1923. Zanikl roku 2013.

## Úspěchy
- Segunda División

Vítěz (3): 1987-88, 1991-92, 1993-94
- Segunda División B

Vítěz (1): 2005-06

## Umístění
| Sezóna  | Soutěž             | Pořadí    | Poznámka |
| ------- | ------------------ | --------- | -------- |
| 1939/40 | Segunda División   | 5. místo  |          |
| 1940/41 | Segunda División   | 7. místo  |          |
| 1941/42 | Segunda División   | 2. místo  |          |
| 1942/43 | Segunda División   | 8. místo  | sestup   |
| 1943/44 | Tercera División   | 3. místo  |          |
| 1944/45 | Tercera División   | 1. místo  | postup   |
| 1945/46 | Segunda División   | 13. místo | sestup   |
| 1946/47 | Tercera División   | 2. místo  |          |
| 1947/48 | Tercera División   | 1. místo  |          |
| 1948/49 | Tercera División   | 2. místo  | postup   |
| 1949/50 | Segunda División   | 4. místo  |          |
| 1950/51 | Segunda División   | 2. místo  |          |
| 1951/52 | Segunda División   | 7. místo  |          |
| 1952/53 | Segunda División   | 13. místo |          |
| 1953/54 | Segunda División   | 15. místo | sestup   |
| 1954/55 | Tercera División   | 2. místo  |          |
| 1955/56 | Tercera División   | 1. místo  |          |
| 1956/57 | Tercera División   | 1. místo  |          |
| 1957/58 | Tercera División   | 3. místo  |          |
| 1958/59 | Tercera División   | 2. místo  |          |
| 1959/60 | Tercera División   | 2. místo  | postup   |
| 1960/61 | Segunda División   | 10. místo |          |
| 1961/62 | Segunda División   | 12. místo |          |
| 1962/63 | Segunda División   | 11. místo |          |
| 1963/64 | Segunda División   | 15. místo | sestup   |
| 1964/65 | Tercera División   | 1. místo  |          |
| 1965/66 | Tercera División   | 3. místo  |          |
| 1966/67 | Tercera División   | 1. místo  |          |
| 1967/68 | Tercera División   | 2. místo  |          |
| 1968/69 | Tercera División   | 1. místo  | postup   |
| 1969/70 | Segunda División   | 19. místo | sestup   |
| 1970/71 | Tercera División   | 10. místo |          |
| 1971/72 | Tercera División   | 2. místo  |          |
| 1972/73 | Tercera División   | 1. místo  | postup   |
| 1973/74 | Segunda División   | 3. místo  | postup   |
| 1974/75 | Primera División   | 7. místo  |          |
| 1975/76 | Primera División   | 9. místo  |          |
| 1976/77 | Primera División   | 12. místo |          |
| 1977/78 | Primera División   | 9. místo  |          |
| 1978/79 | Primera División   | 10. místo |          |
| 1979/80 | Primera División   | 11. místo |          |
| 1980/81 | Primera División   | 17. místo | sestup   |
| 1981/82 | Segunda División   | 2. místo  | postup   |
| 1982/83 | Primera División   | 13. místo |          |
| 1983/84 | Primera División   | 18. místo | sestup   |
| 1984/85 | Segunda División   | 17. místo | sestup   |
| 1985/86 | Segunda División B | 3. místo  |          |
| 1986/87 | Segunda División B | 5. místo  |          |
| 1987/88 | Segunda División B | 1. místo  | postup   |
| 1988/89 | Segunda División   | 7. místo  |          |
| 1989/90 | Segunda División   | 13. místo |          |
| 1990/91 | Segunda División   | 18. místo | sestup   |
| 1991/92 | Segunda División B | 1. místo  |          |
| 1992/93 | Segunda División B | 2. místo  |          |
| 1993/94 | Segunda División B | 1. místo  | postup   |
| 1994/95 | Segunda División   | 4. místo  | postup   |
| 1995/96 | Primera División   | 22. místo | sestup   |
| 1996/97 | Segunda División   | 2. místo  | postup   |
| 1997/98 | Primera División   | 15. místo |          |
| 1998/99 | Primera División   | 20. místo | sestup   |
| 1999/00 | Segunda División   | 4. místo  |          |
| 2000/01 | Segunda División   | 9. místo  |          |
| 2001/02 | Segunda División   | 11. místo |          |
| 2002/03 | Segunda División   | 7. místo  |          |
| 2003/04 | Segunda División   | 11. místo |          |
| 2004/05 | Segunda División   | 21. místo | sestup   |
| 2005/06 | Segunda División B | 1. místo  | postup   |
| 2006/07 | Segunda División   | 12. místo |          |
| 2007/08 | Segunda División   | 7. místo  |          |
| 2008/09 | Segunda División   | 9. místo  |          |
| 2009/10 | Segunda División   | 16. místo |          |
| 2010/11 | Segunda División   | 19. místo | sestup   |
| 2011/12 | Segunda División B | 9. místo  |          |
| 2012/13 | Segunda División B | 8. místo  |          |

## Poslední soupiska (2012–13)
| #  | Pozice | Hráč           |
| -- | ------ | -------------- |
| 1  | B      | Adrián Murcia  |
| 2  | O      | Iban Zubiaurre |
| 3  | O      | Raúl Fuster    |
| 4  | Z      | Rubén García   |
| 5  | O      | Pol Bueso      |
| 6  | O      | José Ángel     |
| 7  | Ú      | Piojo          |
| 8  | Z      | Víctor Andrés  |
| 9  | Ú      | Igor           |
| 10 | Z      | Pablo de Lucas |

| #  | Pozice | Hráč           |
| -- | ------ | -------------- |
| 11 | Z      | Javi Hernández |
| 13 | B      | Raúl Moreno    |
| 14 | Ú      | Coque          |
| 15 | Ú      | Aitor Pons     |
| 16 | O      | João Faria     |
| 18 | O      | José Rodríguez |
| 20 | Z      | David Lázaro   |
| 21 | Ú      | Borja Sánchez  |
| 22 | Z      | Almami Moreira |